# Дупинић Велики
Дупинић Велики је мало ненасељено острво у хрватском делу Јадранског мора.
Налази се 1 км западно од острва Каприје. Површина острва износи 0,016 км². Дужина обалске линије је 0,46 км..